# Bidé

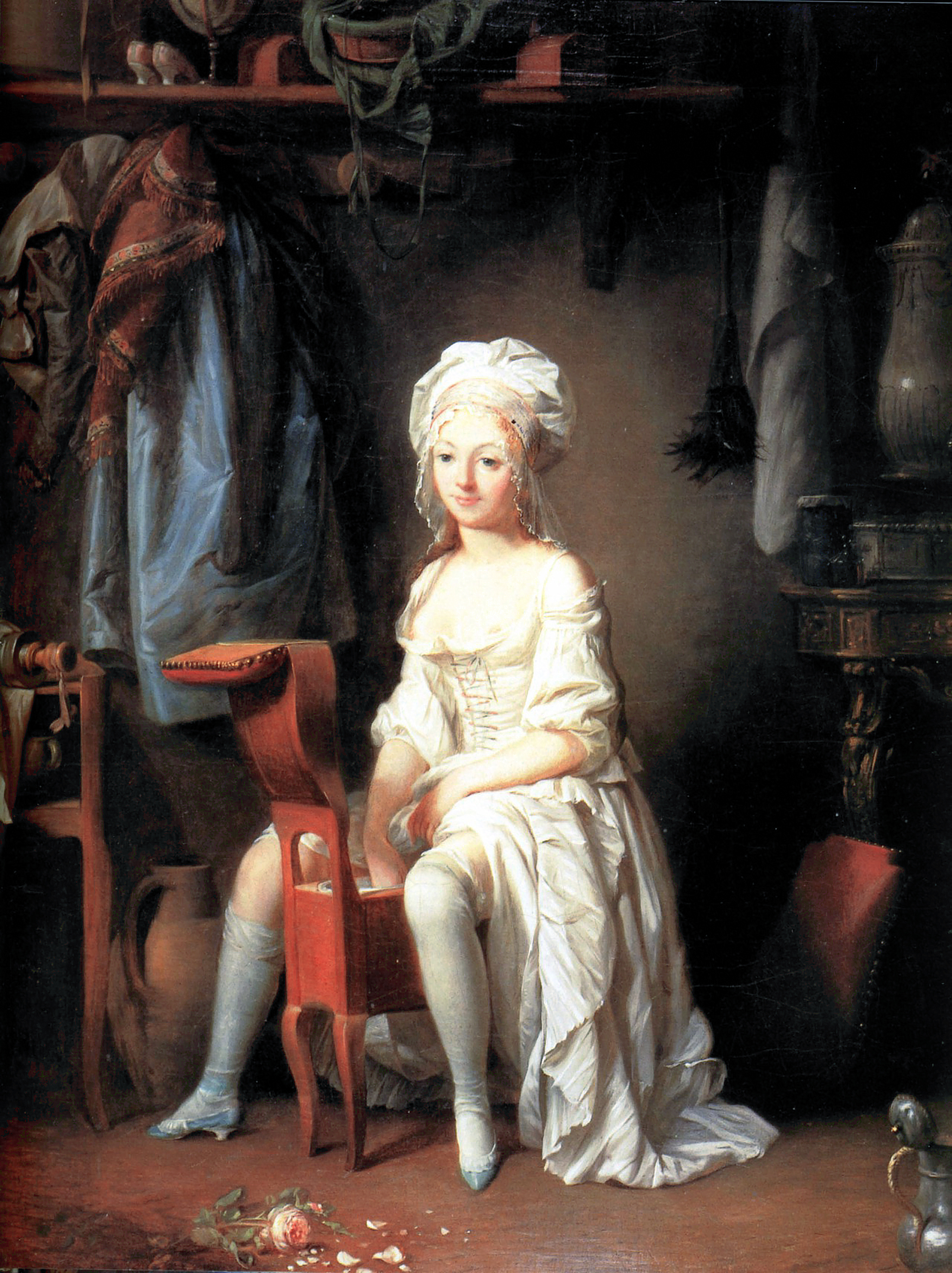
Bidé del en uso por una dama

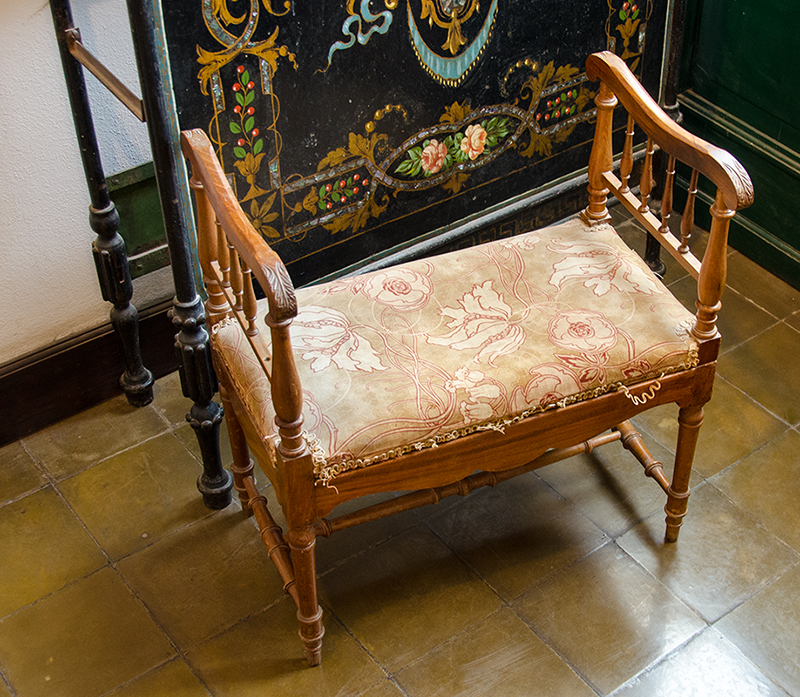
Bidé (se ve cerrado convertido en butaca) de fines del parte del acervo del Museo Histórico Regional “Emma Nozzi” de Carmen de Patagones, Argentina.

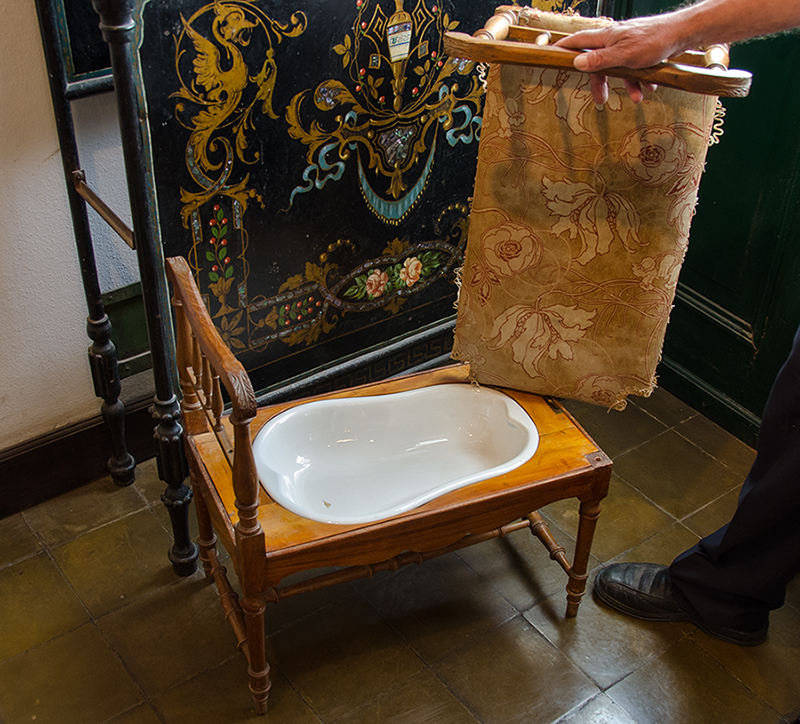
Bidé (se ve abierto) de fines del, parte del acervo del Museo Histórico Regional “Emma Nozzi” de Carmen de Patagones. Argentina.

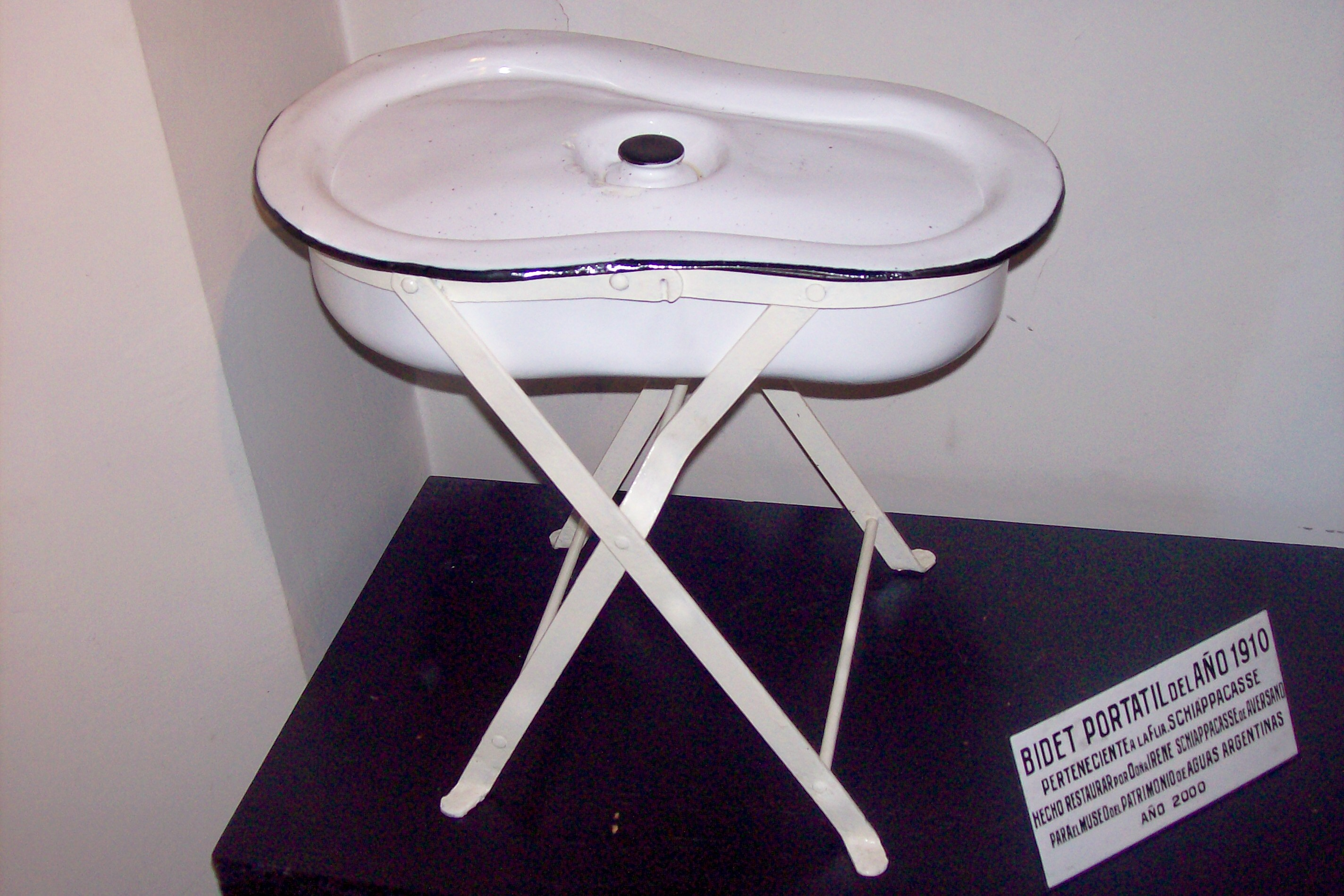
Bidé portátil del año 1910, en Museo del Agua y de la Historia Sanitaria, en Buenos Aires, Argentina.

Un bidé (del francés «bidet», caballito, en alusión a la postura que se emplea durante su uso) es un recipiente sanitario bajo diseñado para lavar los genitales, perineo, el interior de los glúteos y el ano y sobre el que se puede sentar una persona. Su versión moderna recibe agua corriente de grifos y tiene desagüe, de manera que están sujetos a las regulaciones higiénicas locales de otros aparatos sanitarios como los inodoros. Generalmente fabricado de porcelana o loza, el bidé es parecido al inodoro pero en realidad fue ideado para asear la zona perineal y el ano tras la defecación, así como para antes y después de una relación sexual. Es útil también para baños de asiento en personas que padecen hemorroides. Se le puede usar también para lavar pies, lleno o no de agua, y es incluso usado por algunas personas para bañar bebés o mascotas. En varios países europeos las leyes exigen que haya bidés en cualquier baño en el que haya un inodoro. Originalmente se ubicaban en los dormitorios, cerca del bacín y del lecho marital, pero en tiempos modernos se le coloca cerca del inodoro en el baño. Aparatos sanitarios como los bidés electrónicos combinan un asiento de inodoro con una boquilla que lanza chorros de agua. 
Las opiniones respecto a la necesidad del uso del bidé varían ampliamente a través de las diferentes nacionalidades y culturas. Es accesorio de cuarto de baño muy común en algunos países europeos (particularmente Francia, España, Grecia, Italia y Portugal), americanos como Argentina, Paraguay, Uruguay, Oriente Medio y en algunas partes de Asia (particularmente en Japón). En Japón, los bidés son tan comunes que están a menudo presentes en instalaciones de lavabos públicos. También son comunes en países del norte de África, como Egipto. En cambio, su uso es raro en el África subsahariana, Australia y América del Norte.
Hay varios tipos de bidés, pero los más comunes son: 
- de pedestal con chorro horizontal (Europa)
- de pedestal con chorro vertical o ducha invertida (Argentina, Paraguay y Uruguay)
- dispositivos ya sea el spray solo o incluyendo la tabla del asiento, que se incorporan al inodoro
- duchas flexibles extensibles externas al inodoro pero que se utilizan en conjunto con él (Finlandia)

## Etimología
La palabra bidé viene del francés bidet, nombre que le pusieron porque había que sentarse con las piernas abiertas, como cuando se monta a caballo. Algunos afirman que los franceses tomaron la palabra de bidet que es el nombre en francés de un caballo pequeño o caballito para los niños o las damas.

## Uso
Existe la confusión, principalmente en países donde no se lo utiliza, de que el bidé se utiliza en reemplazo del papel higiénico, cuando en realidad se trata de un procedimiento adicional al habitual del papel higiénico.
Si bien el procedimiento puede variar según el tipo de bidé y las costumbres del país donde se lo utiliza, en el caso de bidé de pedestal habitualmente el procedimiento consiste en primero utilizar papel higiénico de forma normal eliminando la mayor cantidad de suciedad  posible en el inodoro, luego quien lo utiliza se traslada al bidé para bañar la zona perineal y los alrededores del ano usando agua tibia y jabón, regulando la presión y temperatura del agua a gusto y realizando suaves movimientos para cambiar la zona afectada por el chorro. 
Una vez finalizado su uso es habitual secarse utilizando una pequeña toalla de uso personal dedicada específicamente a tal fin. Es de notar que realizando este procedimiento similar a tomar un baño, el nivel de higiene obtenida es el máximo posible.
También es habitual que el procedimiento se realice incluso cuando inmediatamente se tomará un baño.

## Historia
Al igual que el inodoro, el bidé es probablemente una evolución del orinal, que fue sufriendo cambios a medida que se mejoraba la infraestructura de fontanería en las casas.
Originalmente el bidé parece ser una invención de los fabricantes franceses de muebles hacia fines del siglo XVII, sin embargo no se conoce una fecha exacta o inventor.
Se encuentra referenciado en Francia en 1710, y en Italia en 1726 . Si bien existen registros del pedido de María Carolina de Austria Reina de Nápoles y Sicilia, de un bidé para su baño personal en el Palacio Real de Caserta, el bidé no se difundió masivamente en Italia hasta luego de la Segunda Guerra Mundial.
Existen también antecedentes históricos de su uso para realizar lavajes contraceptivos, función largamente abandonada dados los estándares modernos. 
Hacia finales del siglo XIX y principios del siglo XX, debido a las grandes mejoras en la plomería y los cambios en los códigos de viviendas, la habitación de baño se arraigó como una habitación más dentro de la casa, y los muebles de higiene que eran utilizados habitualmente en el dormitorio, se mudaron y mutaron en el lavabo, el inodoro y el bidé que hoy conocemos, fijos y con agua corriente fría y caliente.

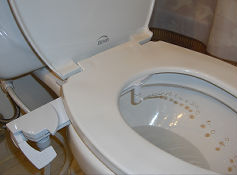
Un bidé integrado al inodoro
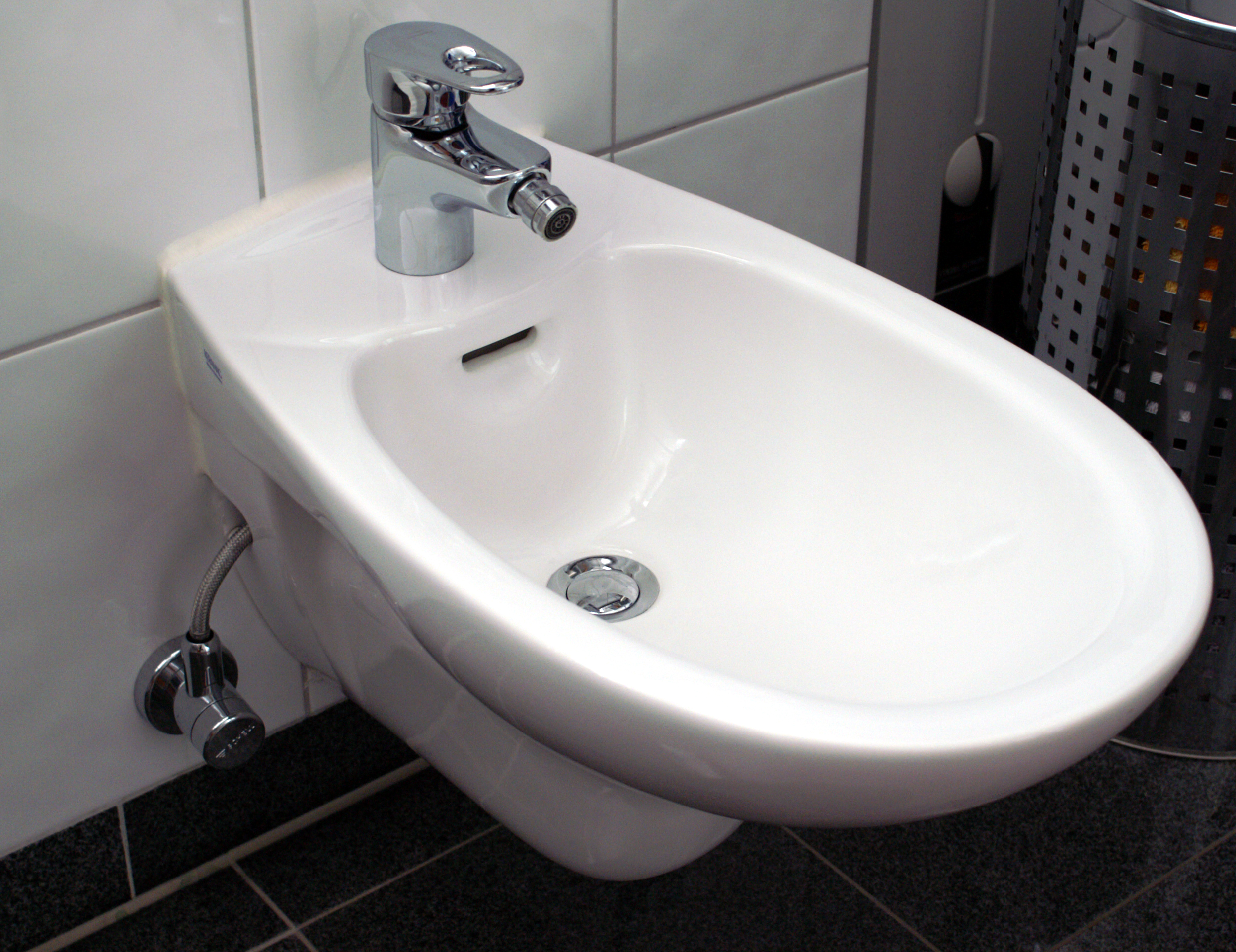
Bidé de chorro horizontal (Europa)
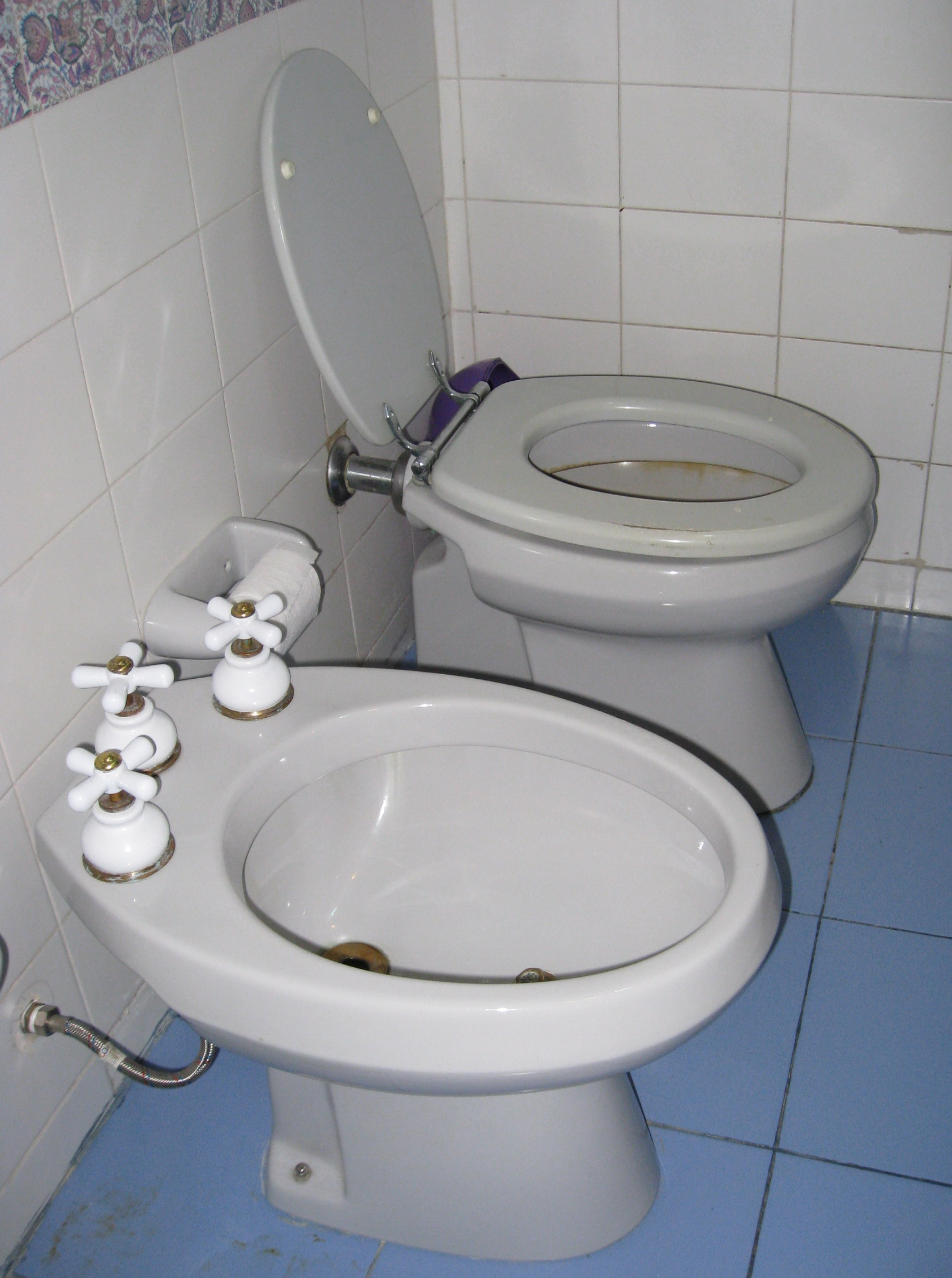
Bidé de chorro vertical (América)
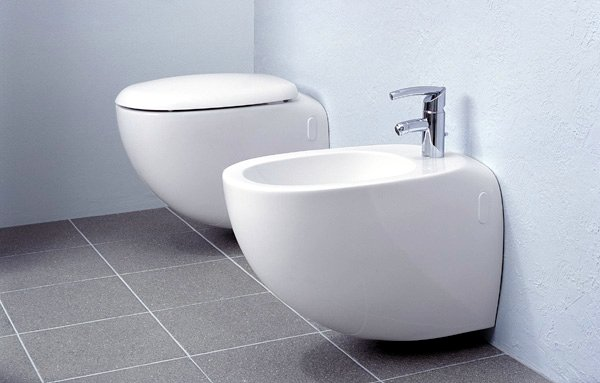
Un bidé moderno